# Kalkesbach
Kalkesbach (en luxembourgeois : Kalkesbaach ) est une localité des communes luxembourgeoises de Berdorf et Consdorf située dans le canton d'Echternach.
Les bâtiments au nord du CR137A appartiennent à la commune de Berdorf (49° 48′ 09″ N, 6° 21′ 24″ E), tandis que ceux présents au sud appartiennent à la commune de Consdorf (49° 48′ 04″ N, 6° 21′ 10″ E).